# Nước cốt dừa
Nước cốt dừa còn gọi là sữa dừa, là nước cốt lấy từ cơm dừa đã được nạo, xay thật nhỏ. Nước cốt dừa được sử dụng rộng rãi trong ẩm thực tại nhiều nước trên thế giới đặc biệt là ở những quốc gia vùng nhiệt đới gió mùa, trồng nhiều dừa như Việt Nam, Indonesia, Malaysia v.v.
Ở Việt Nam, khái niệm nước cốt dừa được sử dụng phổ thông, tuy đây là khái niệm chưa thực sự chuẩn xác vì nước cốt dừa thường chỉ nước vắt đầu tiên, từ nước thứ hai trở đi gọi là nước dão (hay nước dảo). Khái niệm sữa dừa (mà các ngôn ngữ phổ thông như tiếng Anh cũng dùng tương tự) cho nội hàm khái niệm rộng và chính xác hơn.

## Cách làm

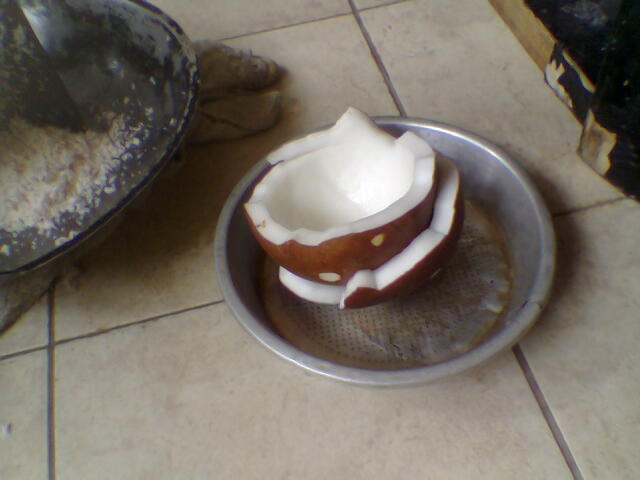
Cùi dừa dùng lấy nước cốt
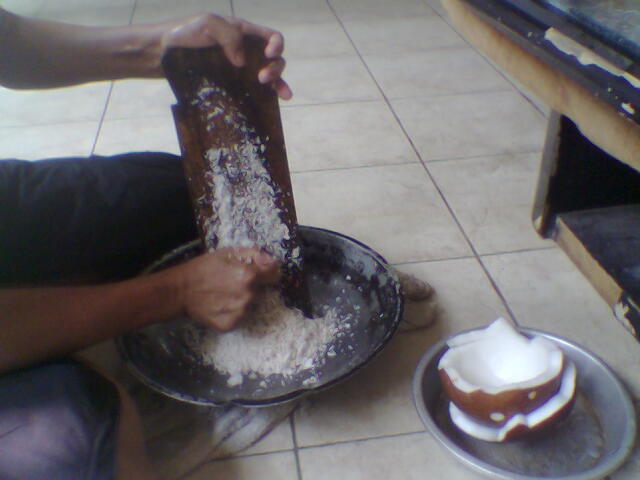
Bào cơm dừa
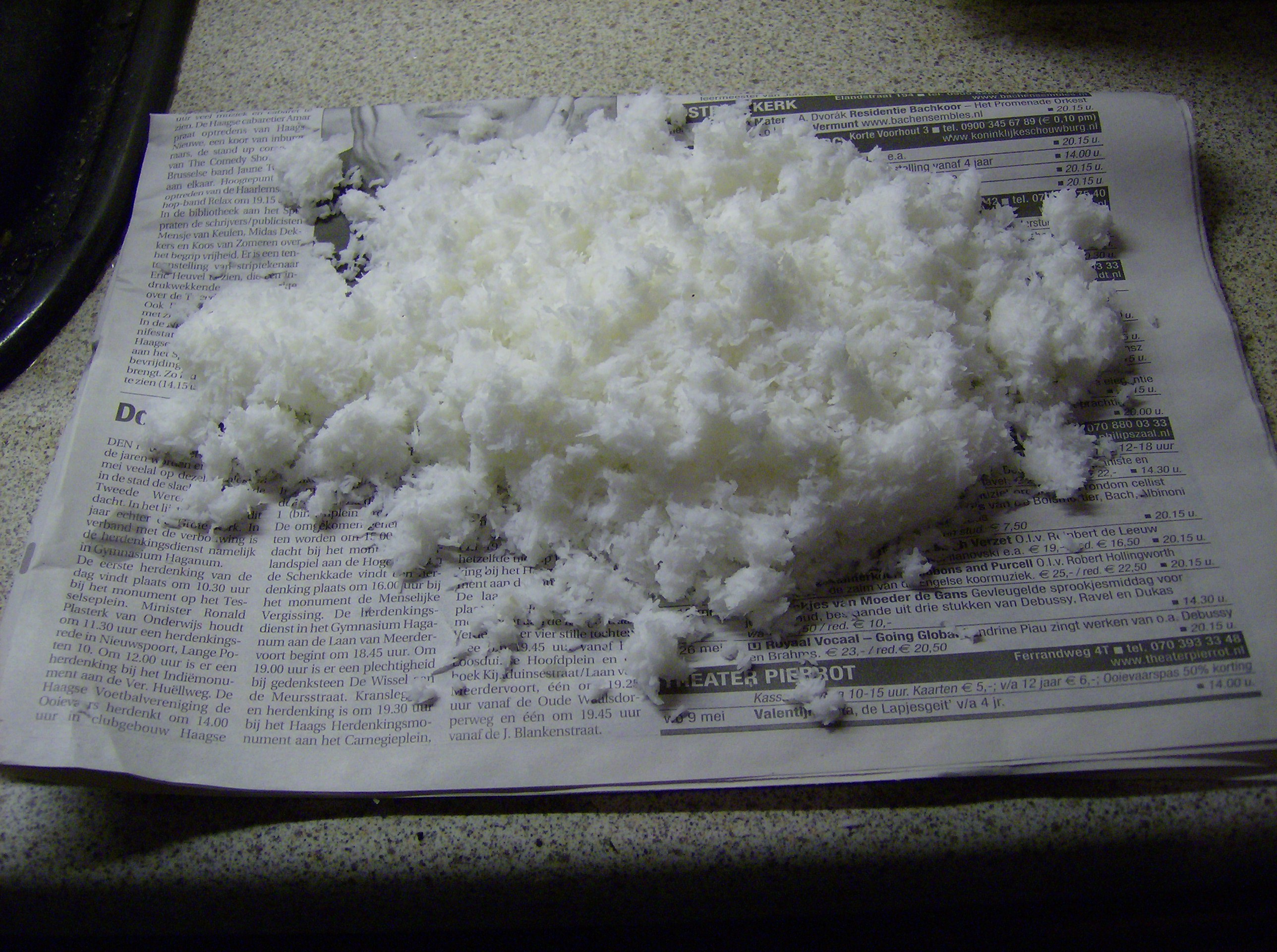
Bã sau khi đã ép lấy nước cốt

Trong gia đình thường người nội trợ chọn loại dừa thật già, có cơm dừa dày và chắc, bào hoặc nạo thật nhỏ. Sau đó cho vào khăn vắt hoặc máy ép lấy chất dịch màu trắng đục và đặc sánh gọi là "nước cốt dừa". Sau khi đã vắt lấy nước cốt dừa, thường người nội trợ tiếp tục bã vào chút nước nóng và lại vắt, ép tận dụng để lấy nước nhì, còn goi là "nước dão dừa". Cả hai loại nước cốt và nước dão nói trên đều gọi chung là sữa dừa, hay gọi là nước cốt dừa bất kể chúng thực sự là nước cốt dừa, hay là nước cốt hòa lẫn với các nước dão.
Hiện nay, khi các sản phẩm từ dừa đã được thương mại hóa toàn cầu. Nước cốt dừa cũng được sản xuất bằng những máy móc xay, tán, nghiền và ép chuyên biệt. Sản phẩm được đóng chai, lọ và lưu thông trên toàn thế giới như một dạng nước sốt, một loại thực phẩm hoặc nguyên liệu để chế biến nhiều đồ ăn.

## Đặc điểm
Nước cốt dừa có màu trắng đục, hơi sánh, mùi vị béo, thơm và ngọt thanh do có nhiều dầu dừa.

## Ứng dụng
Nước cốt dừa sau khi được vắt, ép sẽ nấu chín để sử dụng như một nguyên liệu cho nhiều món ăn cả món ngọt lẫn món mặn bằng cách rưới trực tiếp lên đồ ăn hoặc chế biến cùng các nguyên liệu khác.

### Các món ăn Việt Nam sử dụng nước cốt dừa
Hàng trăm món ăn Việt, nhiều nhất là miền Tây Việt Nam dùng nước cốt dừa như một thứ nước sốt để lấy hương vị và dinh dưỡng, trong đó nổi tiếng có các món ăn miền Nam:
- Các món mặn: ốc len kèn dừa, cháo cá lóc nước cốt dừa, ếch xào nước cốt dừa, dồi lươn rim nước cốt dừa, rắn hổ xào lăn với nước cốt dừa, cá ba sa kho nước cốt dừa, bánh xèo, mắm kho,...
- Các loại chè ngọt: chè bưởi, chè bắp, chè đậu xanh bột báng, chè đậu xanh phổ tai, chè bánh lọt bà ba, chè chuối chưng, chuối xào dừa, chè đậu trắng, chè đậu phộng...
- Bánh: bánh tráng Tây Ninh, bánh tráng Mỹ Lồng, bánh phồng Sơn Đốc, bánh đúc, bánh tráng nước dừa Tam Quan (Bình Định), bánh da lợn, bánh ổ đậu xanh, bánh tằm bì, bánh canh tôm nước cốt dừa,...
- Các loại kẹo như kẹo dừa...

### Các món ăn có nước cốt dừa trên thế giới
Món cà ri kiểu Ấn Độ được nấu với một lượng khá lớn nước cốt dừa, cho vị béo ngậy.